# Oison
Oison è un comune francese di 126 abitanti situato nel dipartimento del Loiret nella regione del Centro-Valle della Loira.

## Storia

### Simboli
Lo scaglione si ispira al blasone della famiglia Guillart (o Guillard), proprietari del castello di Amoy (di rosso, a due bordoni del pellegrino d'argento, posti in scaglione, accompagnati da tre monti dello stesso); il secondo quarto riprende l'arma della famiglia Prévost, signori del villaggio nel XVIII secolo; l'oca (in francese oie) è un'arma parlante.

## Società

### Evoluzione demografica
Abitanti censiti